# Димитрий (Капалин)
Митрополи́т Дими́трий (в миру Алексе́й Миха́йлович Капа́лин; 11 марта 1952, посёлок Удельная, Раменский район, Московская область) — епископ Русской православной церкви, митрополит Тобольский и Тюменский. Кандидат социологических наук (2009).

## Биография
Родился в 1952 году в верующей православной семье. Старший брат — митрополит Калужский и Боровский Климент (род. 1949).
В 1969 году окончил среднюю школу и поступил в Московский институт инженеров транспорта, который окончил в 1974 году. По распределению работал инженером-конструктором, а затем ведущим конструктором в проектно-конструкторском бюро Главного управления локомотивного хозяйства Министерства путей сообщения.
В 1982 году поступил в Московскую духовную семинарию (МДС), по окончании которой в 1984 году был принят в Московскую духовную академию (МДА). Будучи студентом академии, 31 января 1986 года пострижен в монашество с именем Димитрий в честь преподобного Димитрия Прилуцкого, Вологодского. 23 февраля рукоположён во иеродиакона, а 7 апреля, в день празднования Благовещения Пресвятой Богородицы, — во иеромонаха.
В ноябре 1986 года, после пожара в Московских духовных школах, на период восстановительных работ был назначен экономом и 25 марта 1987 года возведён в сан игумена, с 13 июня — в сан архимандрита.
В 1987 году окончил МДА со степенью кандидата богословия. Являлся преподавателем Ветхого Завета в МДС. В 1989 году назначен инспектором МДС.
27 октября 1990 года на заседании Священного синода Русской православной церкви архимандриту Димитрию определено быть епископом Тобольским и Тюменским с назначением на должность ректора Тобольской духовной семинарии. Хиротония состоялась 4 ноября 1990 года в Москве.
С 1994 по 2009 год являлся членом Синодальной богословской комиссии.
19 февраля 1999 году указом патриарха Алексия II удостоен сана архиепископа.
С 2004 по 2007 год — председатель комиссии по подготовке «Концепции Духовного образования Русской Православной Церкви» и анализу проводимых реформ духовных школ.
В 2009 году в Тюменском государственном университете под научным руководством Марии Акулич защитил диссертацию на соискание учёной степени кандидата социологических наук.
8 октября 2013 года в связи с назначением главой новообразованной Тобольской митрополии возведён в сан митрополита.
В настоящее время является управляющим Тобольско-Тюменской епархии, ректором Тобольской православной духовной семинарии, где преподаёт нравственное богословие и организацию приходской жизни. Является председателем попечительского совета Тобольской православной гимназии.
Решением Священного синода от 4 мая 2017 года утвержден в должности священноархимандрита Знаменского мужского монастыря села Абалак Тобольского района Тюменской области и Свято-Троицкого Тюменского мужского монастыря.
24 июля 2025 года решением Священного синода освобождён от должности ректора Тобольской духовной семинарии.

## Санкции
6 марта 2022 года после вторжения России на Украину подписал письмо в поддержу российской агрессии. С 9 июня 2022 года находится под персональными санкциями Украины за поддержку войны. Также был внесён ФБК в список коррупционеров и разжигателей войны за поддержку нападения на Украину, 16 марта 2022 года форумом свободной России внесён в «Список Путина» и доклад «поджигателей войны» с предложением введения против него международных санкций.

## Награды
- Орден святого благоверного князя Даниила Московского II степени[10]
- Орден преподобного Сергия Радонежского II степени
- Орден святого преподобного Серафима Саровского II степени
- Орден святителя Иннокентия, митрополита Московского и Коломенского, II степени
- Орден святого равноапостольного великого князя Владимира III степени
- медаль преподобного Сергия Радонежского II степени
- крест святого Апостола и Евангелиста Марка II степени (Александрийская Православная Церковь)
- крест святого Апостола Павла (Элладская Православная Церковь)
- орден святителя Кирилла Туровского II степени (Белорусский экзархат Русской Православной Церкви)
- орден святителя Макария, митрополита Московского, II степени (18 июля 2022) — «во внимание к усердным архипастырским трудам и в связи с 70-летием со дня рождения»[11]